# Nayo Raincock-Ekunwe
Folade Nayo Raincock-Ekunwe (Toronto, 29 agosto 1991) è un'ex cestista canadese, professionista nella WNBA.

## Carriera
Con il Canada ha disputato due edizioni dei Giochi olimpici (Rio de Janeiro 2016, Tokyo 2020), i Campionati mondiali del 2018 e tre edizioni dei Campionati americani (2015, 2019, 2021).